# Отряд спасения
«Отряд спасения» (англ. Rogue Force) — американский фильм 1998 года.

## Сюжет
В Нью-Йорке с хирургической точностью уничтожаются могущественные, неподвластные закону мафиозные группировки. Неизвестные убийцы сметают огнём бандитские притоны и подпольные базы, не оставляя в живых никого. Спецагенту ФБР Мэтту Куперу и полицейскому детективу Хелен Симмс поручено разобраться, кто стоит у руля этой мощной машины возмездия.
Сыщики выясняют, что команда карателей состоит из бойцов полицейского отряда особого назначения SWAT местного полицейского управления, разочаровавшихся в системе правосудия и возложивших на себя миссию исполнять волю народа. Чтобы обезвредить несокрушимый «отряд спасения», Мэтт призывает на помощь отряд штурмовиков ФБР (FBI SWAT Teams). Теперь друг другу противостоят два элитных подразделения профессионалов: одинаково хорошо вооруженные, одинаково хорошо подготовленные, преследующие одну цель… но стоящие по разные стороны закона…

## В ролях
- Майкл Рукер — Мэтт Купер
- Роберт Патрик — Джек Макинрой, командир отряда специального назначения
- Дайан ди Лашо — Хелена Симмс
- Луис Мэндилор — Питер Рот, сотрудник отряда специального назначения
- Джеймс Кисики — Френк, сотрудник отряда специального назначения
- Дарнелл Сеттлс — Вестбрук, сотрудник отряда специального назначения
- Чарльз Браун — Сантана, сотрудник отряда специального назначения
- Джефф Бланчард — сотрудник ФБР
- Берт Матиас — коронер